# Marian Handwerker
Marian Handwerker (Taldykorgan, RSS de Kazakhstan, 14 de desembre de 1944), és un director de cinema, guionista i productor de cinema belga.

## Biografia
Nascut a Taldykorgan (República Socialista Soviètica del Kazakhstan, URSS), Marian Handwerker viu des de 1967 a Bèlgica, on va desenvolupar tota la seva carrera. Llicenciat amb la màxima distinció a l'IAD, secció de direcció, encara era estudiant quan va dirigir els seus primers curtmetratges, Les Anars, Bidonville i Tête de Turcs. El seu primer llargmetratge, La Cage aux ours, va competir l'any 1974 a la selecció oficial al 27è Festival Internacional de Cinema de Canes. Des de llavors ha dirigit nombrosos documentals i pel·lícules de ficció per a cinema i televisió. Diverses de les seves pel·lícules, inclosa Marie (1992), van ser escrites amb el guionista Luc Jabon.

## Filmografia

### Director
Cinema
- 1974 : La Cage aux ours
- 1984 : Le Voyage d'hiver
- 1992 : Marie, amb Marie Gillain
- 1998 : Pure Fiction, amb Anne Coesens
- 2008 : Combat avec l'ange, amb Pierre Lekeux

Televisió
- 1999 : Docteur Sylvestre
- 2003 : Lucille et le petit prince
- 2006 : Avec le temps

Documentald
- 1970 : Têtes de Turcs
- 2012 : Qui dira le Kaddish

### Scénariste
- 1983 : Avant la bataille, documental